# Maggie Moone
Maggie Moone (née Sandra Lippitt le 9 juillet 1953 à Birmingham) est une chanteuse et actrice britannique.

## Biographie
Sandra Lippitt a un père pompier. Elle participe à A Song For Europe, le concours de sélection du Royaume-Uni pour le Concours Eurovision de la chanson 1980. Sa chanson Happy Everything est ex-aequo avec Love Enough for Two de Prima Donna. La séquence de vote s'est terminée par une égalité, les 14 jurys régionaux ayant attribué le même score aux deux chansons. Face à cette situation inattendue, l'animateur Terry Wogan rappelle chacun des jurys pour exprimer un vote décisif pour l'une ou l'autre chanson. Certains jurys donnent simplement leur voix prépondérante à la chanson qui a reçu la note la plus élevée. D'autres optent pour un vote à main levée. Dans certains cas, les jurés contredisent les notes qu’ils avaient données précédemment. De plus, le tableau de bord est incapable de suivre le vote de cette mort subite. Lors du décompte final, Moone est défaite par 8 jurys sur 6 et, en tant que telle, elle n'est pas invitée à La Haye. Une vérification détaillée des votes après l’émission confirme que c’est le bon résultat, malgré toute la confusion à l’écran.
Elle participe alors au Concours OGAE de la seconde chance, qu'elle remporte.